# Saint-Maxire
Saint-Maxire är en kommun i departementet Deux-Sèvres i regionen Nouvelle-Aquitaine i västra Frankrike. Kommunen ligger i kantonen Niort-Nord som tillhör arrondissementet Niort. År 2022 hade Saint-Maxire 1 316 invånare.

## Befolkningsutveckling
Antalet invånare i kommunen Saint-Maxire
| Referens: INSEE |